# Video deluxe
Video deluxe es un software de edición de vídeo profesional para Microsoft Windows creado por la compañía alemana MAGIX. 
La primera versión se introdujo en el año 2001. Actualmente hay tres versiones: Video deluxe 2015, Video deluxe 2015 Plus y Video deluxe 2015 Premium. Es el programa para vídeo más vendido en Europa. Contiene características tales como efectos, transiciones, títulos o créditos, 32 pistas (Plus y Premium: 99 pistas). Actualmente Video deluxe es el programa de edición profesional más accesible de la industria.

## Características
- Compatibilidad con camcorders HDV, Resolución 2K y Resolución 4K
- Compatibilidad con cámaras de vídeo AVCHD (versiones Plus y Premium)
- Edición MultiCam (versiones Plus y Premium)
- Vista previa en la importación de DVD
- Elección flexible del número de pistas
- Interfaz de usuario adaptable
- Captura de pantalla
- Corrección de color secundaria
- Imagen en imagen
- Croma
- Zoom de objetos para control de efectos más preciso
- Reconocimiento automático de escenas
- Editor de títulos
- Dolby Digital Stereo (versiones Plus y Premium: Dolby Digital 5.1)
- Procesamiento por lotes
- Grabar en DVD o Blu-ray Disc con menús animados
- Estabilizador de imagen (versión Premium)

## Requisitos del sistema

### Requisitos mínimos de sistema
- Procesador desde 2 GHz y superior
- 2 GB de memoria de trabajo
- Tarjeta gráfica onboard con resolución de pantalla mínima de 1024x768
- 2 GB de espacio libre en disco

### Requisitos recomendados
- Procesador de cuatro núcleos con 2,8 GHz y superior
- 4 GB de memoria de trabajo
- Tarjeta gráfica dedicada con mín. 512 MB VRAM

## Formatos soportados
|          | importación                                                                              | Exportación                                                    |
| Vídeo    | AVI, DV-AVI, MPEG-1, MPEG-2, MPEG-4, MTS, M2TS, MXV, MJPEG, QuickTime, WMV(HD), VOB, MKV | AVI, DV-AVI, MJPEG, MPEG-1, MPEG-2, MPEG-4, QuickTime, WMV(HD) |
| Audio    | WAV, MP3, OGG, WMA, MIDI, Sonido Surround 5.1 (Plus y Premium)                           | WAV, MP3                                                       |
| Imágenes | JPEG, BMP, GIF, TIF, TGA                                                                 | JPEG, BMP                                                      |